# Olympische Sommerspiele 1924/Teilnehmer (Portugal)
| Gelbes Symbol für Goldmedaillen mit stilisierten Olympischen Ringen | Graues Symbol für Silbermedaillen mit stilisierten Olympischen Ringen | Braundes Symbol für Bronzemedaillen mit stilisierten Olympischen Ringen |
| ------------------------------------------------------------------- | --------------------------------------------------------------------- | ----------------------------------------------------------------------- |
| —                                                                   | —                                                                     | 1                                                                       |

Portugal nahm an den Olympischen Sommerspielen 1924 in Paris, Frankreich, mit einer Delegation von 28 Sportlern (allesamt Männer) teil.

## Medaillengewinner

### Bronze
| Namen                                                            | Sportart | Wettkampf                |
| ---------------------------------------------------------------- | -------- | ------------------------ |
| Aníbal d’Almeida, José Mouzinho de Albuquerque & Hélder de Souza | Reiten   | Springreiten, Mannschaft |

## Teilnehmer nach Sportarten

### Fechten
- Gil de Andrade
Florett, Einzel: 3. Runde

- Manuel Queiróz
Florett, Einzel: 3. Runde

- Mário de Noronha
Degen, Einzel: Halbfinale
Degen, Mannschaft: 4. Platz

- Rui Mayer
Degen, Einzel: Viertelfinale
Degen, Mannschaft: 4. Platz

- Frederico Paredes
Degen, Einzel: Viertelfinale
Degen, Mannschaft: 4. Platz

- António de Menezes
Degen, Einzel: Vorläufe
Degen, Mannschaft: 4. Platz

- Jorge de Paiva
Degen, Mannschaft: 4. Platz

- Henrique da Silveira
Degen, Mannschaft: 4. Platz

- Paulo d’Eça Leal
Degen, Mannschaft: 4. Platz

- António Leite
Degen, Mannschaft: 4. Platz

### Gewichtheben
- António Pereira
Federgewicht: DNF

### Leichtathletik
- Gentil dos Santos
100 Meter: Vorläufe
200 Meter: Vorläufe

- Karel Pott
100 Meter: Vorläufe

- António Martins
Diskuswerfen: 31. Platz

### Reiten
- Aníbal d’Almeida
Springreiten, Einzel: 5. Platz
Springreiten, Mannschaft: Bronze

- Hélder de Souza
Springreiten, Einzel: 12. Platz
Springreiten, Mannschaft: Bronze

- José Mouzinho de Albuquerque
Springreiten, Einzel: 17. Platz
Springreiten, Mannschaft: Bronze

- Luís de Meneses
Springreiten, Einzel: 31. Platz
Springreiten, Mannschaft: Bronze

### Schießen
- António Martins
Schnellfeuerpistole: 16. Platz
Kleinkaliber, liegend: 20. Platz

- Francisco Mendonça
Schnellfeuerpistole: 17. Platz
Kleinkaliber, liegend: 49. Platz

- António Montez
Schnellfeuerpistole: 32. Platz

- António Ferreira
Schnellfeuerpistole: 44. Platz
Freies Gewehr, Einzel: 55. Platz
Freies Gewehr, Mannschaft: 17. Platz
Kleinkaliber, liegend: 55. Platz

- Dario Canas
Freies Gewehr, Einzel: 62. Platz
Freies Gewehr, Mannschaft: 17. Platz

- Francisco António Real
Freies Gewehr, Einzel: 69. Platz
Freies Gewehr, Mannschaft: 17. Platz
Kleinkaliber, liegend: 61. Platz

- Manuel Guerra
Freies Gewehr, Einzel: 71. Platz
Freies Gewehr, Mannschaft: 17. Platz

- Félix Bermudes
Freies Gewehr, Mannschaft: 17. Platz

### Schwimmen
- Mário da Silva Marques
200 Meter Brust: Vorläufe

### Segeln
- Frederico Burnay
16-Fuß-Jolle: 8. Platz

### Tennis
- Rodrigo de Castro Pereira
Einzel: 61. Platz